# China en el Festival de la Canción de la UAR
China debutó en el Festival de la Canción de la UAR en 2012. La emisora china, China Central Television (CCTV), ha sido el organizador de la entrada china desde el debut del país en el certamen en 2012.

## Historia
CCTV es uno de los miembros fundadores del Festival de la Canción de la UAR, ha participado desde la primera edición del Festival Televisivo de la Canción de la UAR 2012.

## Participaciones de China en el Festival de la Canción de la UAR
| Año  | Sede  | Artista            | Canción                      | Idioma   | Nº de Actuación |
| ---- | ----- | ------------------ | ---------------------------- | -------- | --------------- |
| 2012 | Seúl  | Cao Fujia (曹芙嘉) | "Qian gua (牵挂)"            | Mandarín | Nº 09           |
| 2013 | Hanói | Zheng Qi Dou Yan   | "Love Will Keep Us Together" | Inglés   | Nº 11           |
| 2014 | Macao | Bibi Zhou          | "I Miss You Missing Me"      | Inglés   |                 |

## Festivales organizados en China
| Año  | Localización | Lugar         | Presentadores |
| ---- | ------------ | ------------- | ------------- |
| 2017 | Chengdu      | S1 SRT Studio |               |